# Realized Fantasies
Realized Fantasies è il quinto album in studio dei TNT, uscito nel 1992 per l'etichetta discografica Atlantic Records.

## Tracce
1. Downhill Racer (Tekro, Harnell, Black)
2. Hard to Say Goodbye (Tekro, Harnell)
3. Mother Warned Me (Tekro, Harnell, Del James)
4. Lionheart (Tekro, Harnell, James)
5. Rain (Tekro, Harnell)
6. Purple Mountain's Majesty (Tekro, Harnell, Stokke)
7. Rock n' Roll Away (Tekro, Harnell, James)
8. Easy Street (Tekro, Harnell, Borge Pedersen, James, Bobby Icon)
9. All You Need (Tekro, Harnell, Black)
10. Indian Summer (Tekro, Harnell)

## Formazione
- Tony Harnell - voce
- Ronni Lé Tekrø - chitarre, voce principale in "Ordinary Lover"
- Morty Black - basso
- John Macaluso - batteria, percussioni

### Altri musicisti
- Joe Lynn Turner – cori
- Dag Stokke – tastiere in "Purple Mountain's Majesty"
- Rich Tancredi – tastiere
- T.J. Kopetic – tastiere
- Peter Wood – piano in "Easy Street"
- Kyf Brewer – arp in "All You Need"